# Dymfna (voornaam)
Dymfna, Dympna of Dimpna is een meisjesnaam van Keltische oorsprong. In Ierland bestaat ook de variant Damhnait of Damhaide. Een mogelijke betekenisverklaring is dan "vrouw van aanzien". Beschermheilige is de heilige Dimpna van Geel. 

## Bekende naamdraagsters
- Dimpna van Geel, heilige uit de 7e eeuw
- Dymphna Vandenabeele, barokhoboïste